# الجمعية الأمريكية لجراحة اليد
الجمعية الأمريكية لجراحة اليد (بالإنجليزية: American Society for Surgery of the Hand)‏ وتسمى اختصاراً ASSH، هي جمعية علمية أسست سنة 1946 بهدف تبادل المعارف فيما يتعلق بأمراض وإصابات اليد.
بدأ الاهتمام بجراحة اليد بصفة خاصة في الأربعينيات من القرن العشرين، عندما نشأت الحاجة إلى معالجة إصابات اليد الناتجة عن الحرب العالمية الثانية، حيث أسس ستيرلنغ بنل (بالإنجليزية: Sterling Bunnell)‏، رائد جراحة اليد الأمريكي، تسعة مراكز إقليمية لجراحة اليد في القواعد العسكرية المنتشرة في الأراضي الأمريكية خلال حقبة الأربعينيات، وبعد انتهاء الحرب، اقترح بنل إنشاء منظمة علمية لتنمية وتطوير هذا الفرع الجراحي. وفي يناير 1946 اجتمع بنل مع 34 من زملائه العاملين بجراحة اليد (والذين كان الكثير منهم يعملون بالمستشفيات العسكرية) قبيل الاجتماع السنوي للأكاديمية الأمريكية لجراحي العظام، واستمرت هذه المجموعة في عقد اجتماعاتها على هامش الاجتماعات السنوية للأكاديمية الأمريكية لجراحي العظام حتى عام 1987، وهو العام الذي عقدت فيه الجمعية الأمريكية لجراحة اليد أول مؤتمراتها المستقلة.

## أنواع العضوية
العضوية في الجمعية الأمريكية مقسمة إلى أربعة أنواع:
1. عضوية عاملة (بالإنجليزية: Active membership)‏ ـ وتمنح للجراحين المقيمين في الولايات المتحدة وكندا، بشرط أن يكونوا مؤهلين من المجلس (البورد) الأمريكي في جراحة العظام (ABOS) أو المجلس الأمريكي في جراحة التجميل (ABPS) أو المجلس الأمريكي في الجراحة العامة (ABGS) أو الكلية الملكية للأطباء والجراحين بكندا. ولا بد على أي جراح يد يعمل في الولايات المتحدة للحصول على العضوية العاملة للجمعية أن يحصل على مؤهل إضافي في جراحة اليد تشترك في منحه المجالس الثلاث المذكورة أعلاه. وللمحافظة على العضوية، يجب على العضو العامل حضور مؤتمر سنوي واحد على الأقل كل ثلاث سنوات.
2. عضوية مرشحة (بالإنجليزية: Candidate membership)‏ ـ وتمنح للجراحين المؤهلين الذين يهتمون اهتماماً خاصاً بجراحة اليد وقد يتقدمون فيما بعد للحصول على العضوية العاملة.
3. عضوية دولية (بالإنجليزية: International membership)‏ ـ وتمنح للجراحين الأجانب المؤهلين، الذين يمارسون جراحة اليد خارج الولايات المتحدة.
4. عضوية منتسبة (بالإنجليزية: Affiliate membership)‏ ـ وتمنح للعاملين بالتخصصات الطبية المعاونة (كأخصائيي العلاج الطبيعي لليد، وأخصائيي تأهيل إصابات العل، ومساعدي الأطباء، والممرضات المسجلات) الختصين في معالجة اليد والطرف العلوي

## وصلات خارجية
- الموقع الرسمي للجمعية الأمريكية لجراحة اليد (بالإنجليزية)
- الموقع الرسمي للمجلس الأمريكي لجراحة التجميل (بالإنجليزية)
- الموقع الرسمي للمجلس الأمريكي لجراحة العظام (بالإنجليزية)
- الموقع الرسمي للمجلس الأمريكي للجراحة العامة (بالإنجليزية)

‌